# Eumseong-eup
Eumseong-eup (koreanska: 음성읍) är en köping i kommunen Eumseong-gun i provinsen Norra Chungcheong i den centrala delen av Sydkorea, 90 km sydost om huvudstaden Seoul. Det är den administrativa centralorten i kommunen, dock endast den tredje största orten i kommunen. Såväl Geumwang-eup som Daeso-myeon har fler invånare. 